# Sphex funerarius
Sphex funerarius, comummente conhecida como vespa-escavadora ou esfécida-dos-saltões, é uma espécie de insetos himenópteros, mais especificamente de vespas pertencente à família dos esfecídeos.
A autoridade científica da espécie é Gussakovskij, tendo sido descrita no ano de 1934.

## Etimologia
Do que toca ao nome científico:
- Do que toca ao nome genérico, Sphex[3], este provém do étimo grego antigo σφήξ, que significa «vespa».
- Quanto ao epíteto específico, funerarius[4], que provém do étimo latino fūnĕrārĭus, que significa «farricoco; coveiro»

O nome popular «esfécida-dos-saltões» trata-se de um aportuguesamento do étimo grego, sphex, posposto de uma alusão a uma das presas mais habituais desta vespa: os saltões.

## Distribuição
É uma espécie de ampla distribuição paleártica, com preferência por regiões quentes, encontrando-se maioritariamente no sul da Europa e no norte de África.
Encontra-se presente em território português, em Portugal Continental.

### Ecologia
Esta espécie medra em habitats quentes e floridos, nidificando, mormente, em solos arenosos.

## Descrição
Trata-se da maior espécie de vespa esfecídea da europa, orçando entre 15 a 26 milímetros de comprimento. É uma espécie de hábitos solitários.
Esta espécie pauta-se, também, por possuir um pecíolo mais longo do que largo. O abdómen, por seu turno, tem um formato fusíforme contando com três tergitos de cor laranja. 
As patas, por seu turno, são longas e espinhosas.
Na face, por fim, conta com duas franjas oblíquas, de pêlos brancos.
Há dimorfismo sexual patente nesta espécie, o qual se manifesta em diversos caracteres, designadamente: as fêmeas exibem patas bicolores, principalmente as anteriores e as medianas. O padrão bicolor das patas é muito variável. Os machos, por seu turno, além de terem pernas monocromáticas,também contam com grandes sensilas placoides nos segmentos do flagelo antenar.

## Comportamento
São as fêmeas desta espécie que fazem jus ao epíteto de «escavadora», porquanto são elas que escavam os ninhos no solo, onde depois depositam os seus ovos. Os ninhos compreendem um túnel inclinado com cerca de 15 centímetros de comprimento no fim do qual se podem encontrar uma ou duas câmaras.
Para os ninhos transportam, também, as ninfas de grilos e gafanhotos que anestesiam previamente com uma injeção de veneno. As vítimas são conservadas vivas para servirem de alimento das suas larvas.
O transporte destas presas é uma operação complexa, que obedece a um processo cerebral estereotipado, e que implica dispêndio de grandes forças para a vespa-escavadora. A captura e transporte das presas logra-se graças às enormes patas desta espécie, as quais, em todo o caso, têm o calcanhar de Aquiles de serem difíceis de dificultarem a descolagem da vespa-escavadora, quando levanta voo.
Já os adultos, por sua vez, procuram o néctar das flores, para se alimentar, o qual lhes fornece hidratos de carbono. Esta espécie voa de Julho a Setembro.

## Perigo para o homem
Esta espécie só pica o homem se for expressamente atacada ou manipulada.